# Jacqueline Dubrovich
Jacqueline Dubrovich (født 18. juli 1994) er en amerikansk fægter.
Hun representerte USA under Sommer-OL 2020 i Tokyo, hvor hun blev udslået i anden runde.
Under sommer-OL 2024 som blev afholdt i Paris, hvor hun vandt guld i holdkonkurrencen.